# Emil Noellner
Emil Wilhelm Heinrich Noellner, auch in der Schreibweise Nöllner (* 12. Juli 1847 in Schömberg bei Loßburg, Nordschwarzwald; † 22. Januar 1915 in Breslau), war ein deutscher Architekt, Dekorationsmaler und Fotograf.

## Leben

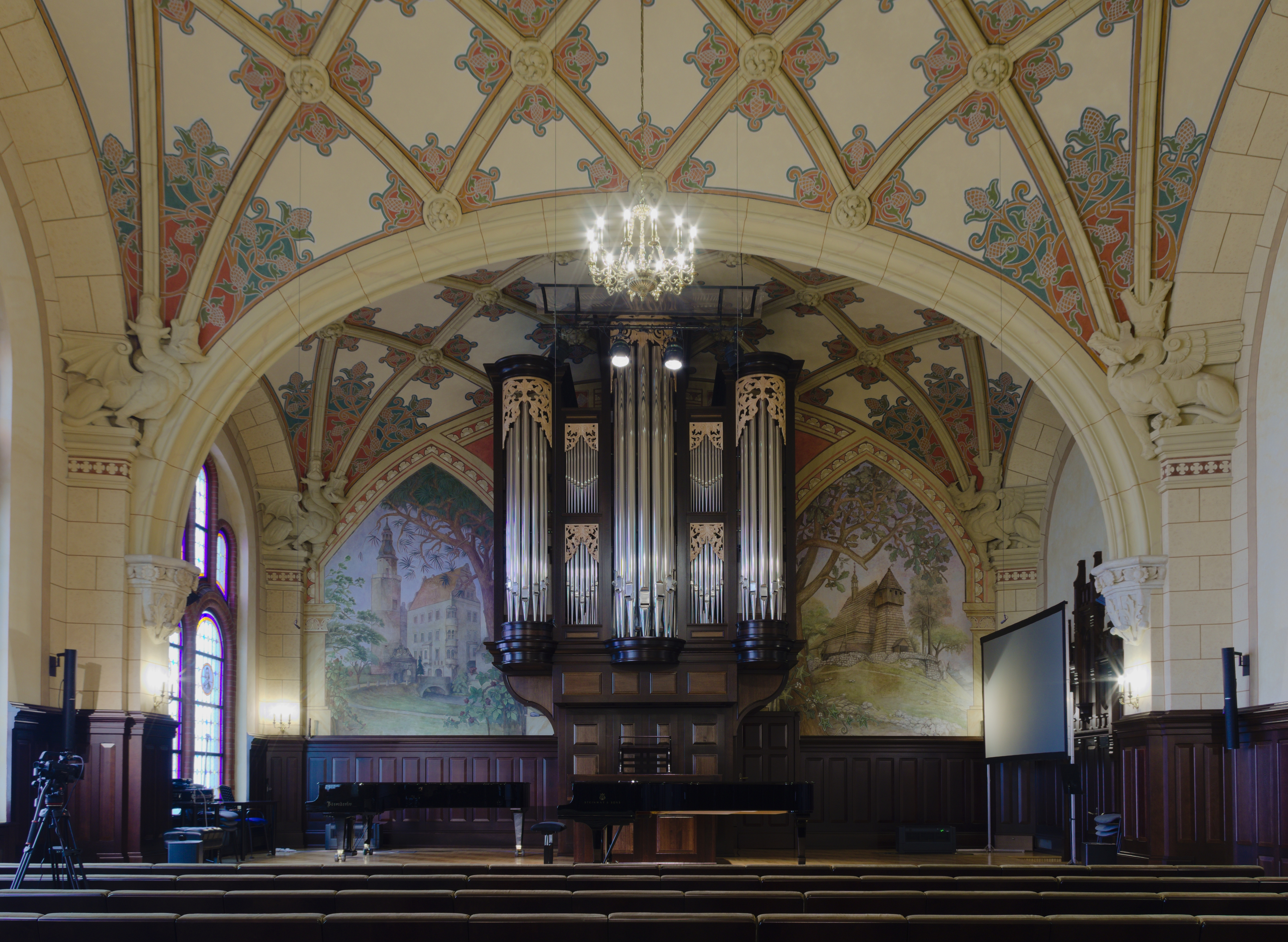
Ausmalung der Aula im Gebäude der Musikakademie Kattowitz

Emil Noellner war ein Sohn des Dr. phil. Carl Friedrich Ludwig Nöllner (1808–1877), Chemiker und Fabrikant (Mitinhaber der Fabrik Märklin & Comp. in Ödenwald), und dessen Ehefrau Marie Pauline, geborene Lincke († 1873). Er studierte von 1866 bis 1870 Architektur bei Conrad Wilhelm Hase an der Polytechnischen Schule Hannover. Als Maler bildete er sich 1875/1876 bei Christian Ludwig Bokelmann in Düsseldorf und um 1880 bei Moritz Meurer in Berlin aus. Als Architekt arbeitete er um 1873 in Hannover, außerdem in Metz, Düsseldorf, Berlin und Breslau. Im September 1889 wurde er Zeichenlehrer am König-Wilhelms-Gymnasium zu Breslau. 1872 trat er dem Architekten- und Ingenieur-Verein Hannover bei, ab 1883 war er Mitglied der Vereinigten Johannis-Loge in Breslau, ab 1894 Mitglied der Bauhütte zum Weißen Blatt in Hannover. Außerdem wurde er Mitglied im Architekten-Verein zu Berlin sowie der Bauhütte in Breslau.
Als Dekorationsmaler gestaltete er den Moskowitersaal im Königsberger Schloss, Sitzungssäle im Rathaus Breslau, den Audienzsaals im Rathaus Lübeck sowie zahlreiche Kirchen in Breslau und weitere Gebäude in Schlesien. Auch als Architekturfotograf betätigte er sich.